# Movimento Socialista Africano
Movimento Socialista Africano (em francês:  Mouvement Socialiste Africain, também conhecido como MSA) era um partido político da África Ocidental Francesa. A MSA foi formada após uma reunião da Seção Francesa da Internacional Operária (SFIO) dos Camarões, Chade, República do Congo, Sudão francês (agora Mali), Gabão, Guiné, Níger, Oubangui-Chari (agora República Centro-Africana ) e Senegal ; a reunião realizou-se em Conakry de 11 de janeiro a 13 de janeiro de 1957. Nessa reunião, foi decidido que as federações africanas romperiam com a sua organização-mãe francesa e formariam a MSA.
A primeira reunião do comitê dirigente da MSA se reuniu de 9 a 10 de fevereiro em Dacar no mesmo ano. Dois delegados da SFIO participaram da sessão. A MSA optou por uma solução federalista para a África Ocidental Francesa. Em 26 de março de 1958, o MSA assinou uma declaração em Paris fundindo-se no Partido do Reagrupamento Africano (PRA).

## Liderança
Na sua fundação, Lamine Guèye tornou-se o presidente da MSA, Barry III o secretário-geral e Djibo Bakary o secretário-geral adjunto.

## Seções
A seção senegalesa do MSA era o Partido Senegalês da Ação Socialista (PSAS), e era liderada por Lamine Guèye. Na Guiné, a Democracia Socialista da Guiné era a seção do MSA. A seção sudanesa da MSA era o Partido Progressista Sudanês, enquanto o que se tornou a seção Níger manteve o nome da MSA como Mouvement Socialiste Africain-Sawaba.